# ويس هاردينغ
ويس هاردينغ (بالإنجليزية: Wes Harding)‏ هو لاعب كرة قدم بريطاني في مركز الدفاع، ولد في 20 أكتوبر 1996 في ليستر في المملكة المتحدة. لعب مع أستون فيلا وبرمنغهام سيتي.

## وصلات خارجية
- ويس هاردينغ على موقع قاعدة بيانات كرة القدم.إي يو (الإنجليزية)
- ويس هاردينغ على موقع Soccerbase.com (لاعب) (الإنجليزية)
- ويس هاردينغ على موقع Soccerway.com (الإنجليزية)